# Patay család (petrikeresztúri)
A petrikeresztúri Patay család egy ősrégi Zala vármegyei nemesi család, amely egykor Petrikeresztúron, Iborfián és Söjtörön virágzott; a családnak a söjtöri köznemesi ága a 19. század elején halt ki.

## A család története
A petrikeresztúri Patay család megnemesítése időpontja ismeretlen. 1464-ben már felmerül a Pathay család nemes földbirtokosként; az 1513. évi adólajstrom Petrikeresztúr mellett az egytelkes nemesek között szerepelt Patay Péter és László. 1542-ben Patay Tamás, Patay János özvegye és Patay István nemesek Nemes-kürtösön laktak. 1558-ban Patay Imre és János nemesek Nemes-kürtös lakosokként szerepelnek. A 16. század második felétől a nemes-kürtösi település neve Patai-kürtös lett; a Patay család leginkább Petrikeresztúron virágzott tovább.
1690-ben Patay Bálint és Patay Mihály, földbirtokosok voltak Patai-kürtösön. 1690-ben Patay Bálint csőszihegyi földbirtokosként szerepel, és 3 évvel később nemes Santoházy Ferenc teljes felerészt csőszihegyi zalai földbirtokot, most ugyanezen Patay Bálintnak és Györgynek, örököseiknek örök jogon eladta 1693. november 30-án. 1714-ben Patay Bálint és János fivérek, petrikereszturi földbirtokosok, vasszegi földbirtokosokként is szerepelnek. Idősebb Patay Mihály (fl. 1690) petrikeresztúri földbirtokosnak három fia ismert: Patay Tamás, ifjabb Patay Mihály és idősebb Patay István. Idősebb Patay Mihály Söjtörön hunyt el fiánál, idősebb Patay Istvánnál.
Idősebb Patay István (fl. 1697–1724), teskándi, söjtöri és tófeji földbirtokos, 1697 és 1724 között esküdt volt a kapornaki és a zalaegerszegi járáson; jó házasságot kötött, amely őt és családját felemelte az ismeretlenségből. Patay István hitvese a nemesi származású bánszegi Bán Erzsébet (1656–1736), bánszegi Bán István (fl. 1690– 1697), söjtöri, tófeji, teskándi földbirtokos, és nemes Kerpacsics Dorottya (fl. 1690) leánya volt. Patay István a birtokos jogait örökölte meg anyai ági felmenőitől és Söjtörre költözött el; Bán Istvánné Kerpacsics Dorottyának az édesanyja a Buzád-Hahót nemzetségbeli csányi Csány Katalin (fl. 1666) úrnő, akinek a férje Kerpacsics István (fl. 1636-1657) zalaegerszegi várkapitány volt. Csány Katalinnak a szülei Csány Imre (fl. 1592–1652), földbirtokos és pölöskefői Eördögh Katalin voltak; Csány Imrének az apja csányi Csány Bernát (fl. 1549–1581), Zala vármegye alispánja, országgyűlési követe, földbirtokos volt. Csány Imréné Eördögh Katalinnak az ősapja Háshágyi István (fl. 1440–1493), országbírói ítélőmester, földbirtokos, és egyben rokona Háshágyi Dénes (fl. 1483–1536), nagykanizsai várnagynak, valamint Háshágyi Imre (fl. 1536–1577), Zala vármegye alispánjának, akik a 15. században már földbirtokosok voltak Söjtörön. A pókafalvi Póka családnak a sarja, pókafalvi Póka Gábor (fl. 1728-1752), szentléránti és söjtöri birtokos, aki 1741-ben vasi inszurgens kapitány volt, a 18. század elején italmérő helyet és malmot építtetett Söjtör határánál idősebb Patay István (fl. 1697–1724) söjtöri földbirtokossal együtt. Póka Gáborné szenttamási Bertalan Klára atyafiságban állt Patay Istvánné Bán Erzsébettel, mivel az apai nagyanyja nemes Kerpacsics Katalin (fl. 1691), akinek a férje a szenttamási Bertalan családnak a sarja, szenttamási Bertalan István (fl. 1673–1687), Zala megyei alszolgabíró, Vas vármegyei esküdt, földbirtokos volt. Bertalan Istvánné Kerpacsics Katalinnak a szülei a korábban említett Kerpacsics István (fl. 1636-1659), zalaegerszegi várkapitány, és csányi Csány Katalin (fl. 1666) voltak.
Patay István és Bán Erzsébet lányai között: Patay Éva, akinek a férje kurtakeszi Baranyay Mihály (1717–1771) zalaegerszegi várnagy volt; Patay Judit, akinek a férje nemes Séllyey István berényi tiszttartó, majd utána nemes Sohár János földbirtokosnak a felesége lett; valamint Patay Erzsébet, akinek a férje mátai Mátay Farkas söjtöri földbirtokos volt. Séllyey István és Patay Judit egyik fia Séllyey László, ügyvéd, örökölt egy jelentős söjtöri földbirtokrészt, ahol ő és feleségétől Oszterhuber Magdolnától származó gyermekei és unokai gazdálkodtak. Patay István és Bán Erzsébet egyik fia, Patay András (1719–1781), zalai esküdt, söjtöri földbirtokos, akinek a neje nemes Csertán Ilona volt; Patay Andrásnak több gyermeke született azonban fivére ifjabb Patay István (fl. 1738–1752) volt, aki tovább vitte a családot. A Mária Terézia kori úrbérrendezésen Patay Andrásnak volt 27 úrbéri holdas birtoka Söjtörön, 3 jobbágya és 9 zsellére, valamint 4 zsellért is bírt a tófeji földbirtokán; Teskándon a Patay családnak 5 zsellére volt.
Patay István esküdt, földbirtokos és Bán Erzsébet fia ifjabb Patay István (fl. 1738–1752), söjtöri birtokos, aki 1738 és 1745 között esküdt volt a kapornaki járáson, majd 1746 és 1752 között a kapornaki járás alszolgabirája volt. Ifjabb Patay István feleségül vette derecskei Derecskey Erzsébet (fl.1745–1776) kisasszonyt, és egyik gyermekük Patay László (1738–1795), söjtöri földbirtokos volt. Patay Lászlónak a felesége az alsó-hahóti születésű baranyavári Baranyay Anna Terézia (1760–1823), akinek a szülei baranyavári Baranyay István (1719–1788), hahóti postamester, földbirtokos, és várbogyai és nagymádi Bogyay Anna (1730–1769) asszony voltak.
Patay László és Baranyay Anna házasságából született: Patay Katalin (1782–1826), akinek a férje tubolyszegi Tuboly Gábor (1784–1841) ügyvéd, Patay József István (1789–1820), zalai tiszteletbeli esküdt, söjtöri földbirtokos, és Patay Rozália (1779–1845), nemesnépi Marton György (1767–1843) táblabírónak, alszolgabirónak a felesége. Patay Katalin és a szentliszlói születésű tubolyszegi Tuboly Gábor ügyvéd késői házasságot kötött, amely alig közel négy évig tartott, mivel Patay Katalin elhunyt; Tuboly Gábor és Patay Katalin 1822. november 30-án Söjtörön esküdtek meg. A vőlegénynek a szülei tubolyszegi Tuboly Ferenc és mikefai Czigány Katalin voltak. Tuboly Gábor és Patay Katalin házasságából nem származott gyermek. Nemesnépi Marton György 1796. január 31.-én Söjtörön vette feleségül Patay Rozália kisasszonyt; az esküvőn a tanúk nemes Kiss János táblabíró, földbirtokos és lovászi és szentmargitai Sümeghy József (1757-1832), táblabíró (a majdani zalai alispán és királyi tanácsos) voltak. Patay Rozália úrnő házasságával, a nemesnépi Marton család is jutott földbirtokhoz és jobbágyokhoz Söjtörön. Patay József István (1789–1820), zalai tiszteletbeli esküdt, jogász, földbirtokos, először Zágrábban bölcsészetet, majd 1811-ben jogot végzett a Győri Királyi Jogakadémián; Patay József nőtlenként hunyt el és vele kihalt az ő ága a petrikeresztúri Patay családnak, és más fiú- és leányági leszármazottak hiányában Patay László söjtöri birtoka a nemesnépi Marton családra szállt át. A további Patay leányági leszármazottjai, akik 19. századra földet bírtak Söjtörön a Séllyey, a Mátay, a Sohár, a Blazovics, illetve a Lochuk nemesi családok voltak.

## A család leszármazási táblája
Idősebb Patay Mihály (fl. 1690), petrikeresztúri földbirtokosnak a fia:
- A1 István (fl. 1697–1724), teskándi, söjtöri és tófeji földbirtokos, aki 1697 és 1724 között zalai esküdt. Felesége: bánszegi Bán Erzsébet (1656–Zalaegerszeg, 1736. október 26.).
  - B1 Erzsébet. Férje: mátai Mátay Farkas, földbirtokos.
  - B2 Magdolna. Férje: nemes Barabás György, földbirtokos.
  - B3 Katalin. Férje: nemes Jakics Pál, földbirtokos.
  - B4 István (fl. 1738–1752), kapornaki alszolgabíró 1746 és 1752 között, söjtöri földbirtokos. Felesége: derecskei Derecskey Erzsébet,  (fl. 1745–1776)
    - C1 László (1738–Söjtör, 1795. április 1.), földbirtokos. Felesége: baranyavári Baranyay Anna Terézia (*Alsóhahót, 1760. szeptember 15.– †Söjtör, 1823. március 17.)
      - D1 Rozália (1779–Andráshida, 1845. január 5.). Férje: nemesnépi Marton György (*Nemesnép, 1767. június 16.–†Andráshida, 1843. április 1.), táblabíró, 1809.ik zalai felkelői alhadnagy, alszolgabíró, földbirtokos.
      - D2 Lajos József (*Söjtör, 1780. december 24.–Söjtör, 1780. december 30.)
      - D3 Magdolna Katalin (Söjtör, 1782. február 13.–Söjtör, 1826. október 19.). Férje: tubolyzsegi Tuboly Gábor (*Szentliszló, 1784. december 30.–†Szentliszló, 1841. március 4.), ügyvéd, földbirtokos.
      - D4 Anna Magdolna (*Söjtör, 1787. április 28.–Söjtör, 1789. július 9.)
      - D5 József István (*Söjtör, 1789. október 29.–Söjtör, 1820. október 4.), jogász, földbirtokos. Nőtlen.
      - D6 László János (*Söjtör, 1785. január 13.–Söjtör, 1787. augusztus 15.)

    - C2 Judit. 1.f.: Kis István. 2.f.: séllyei Séllyey István, berényi tiszttartó, földbirtokos. 3.f.: nemes Sohár János, földbirtokos.
    - C3 Terézia. Férje: nemes Kovács István.
    - C4 Mária. Férje: nemes Soós Péter.
    - C5 Éva. 1.f.: Lageman István,. 2.f.: kurtakeszi Baranyay Mihály (*1717.–†Zalaegerszeg, 1771. február 8.), zalaegerszegi várnagy, földbirtokos. (2.f. sidi Sidy Magdolna)
    - C6 Krisztina. Férje: Ács András
    - C7 András (*1719.–†Söjtör, 1781. április 4.), földbirtokos. Neje: nemes Csertán Ilona.
      - D1 Boldizsár (*Szentpéterúr, 1758. január)
      - D2 Ferenc (*Szentpéterúr, 1768. augusztus 5.)
      - D3 József (*Szentpéterúr, 1772. november 6.–†Szentpéterúr, 1781. március 5.)
      - D4 Erzsébet (*Szentpéterúr, 1775. december 5.)

## A család címere
Címeradományozás nem ismeretes; a család címere minden valószínűséggel felvett lehetett és az eddig feltárt források szerint az első, aki kezdte ezt használni idősebb Patay István zalai esküdt volt, ahogy egy 1716. szeptember 23-án kelt oklevélben látható: "Kékben görbe kardot tartó páncélos kar". Sisakdísz: "pajzsalak".